# Lithophane zinckenii
Lithophane zinckenii là một loài bướm đêm trong họ Noctuidae.